# عبد الله العامري (لاعب كرة قدم)
عبد الله سالم سعيد العامري (مواليد 16 نوفمبر 1997، لاعب كرة قدم إماراتي يجيد اللعب في الوسط.
لعب سابقاً مع نادي الظفرة ونادي حتا.